# Bissetia (arna)
Bissetia és un gènere d'arnes de la família Crambidae.

## Taxonomia
- Bissetia leucomeralis (Hampson, 1919)
- Bissetia poliella (Hampson, 1919)
- Bissetia steniellus (Hampson, 1899)
- Bissetia subfumalis (Hampson, 1896)
- Bissetia tauromma (Kapur, 1950)